# Мирослав Прокопијевић
Мирослав Прокопијевић (Лучани, 1. новембар 1953 — 21. јануар 2019) био је српски географ, филозоф, сарадник Института за европске студије и директор Центра за слободно тржиште и економски аналитичар.

## Биографија
Завршио је основну школу у Лучанима, а гимназију у Чачку. На Универзитету у Београду дипломирао је 1976. на Природноматематичком факултету и 1978. на Филозофском факултету.
Магистрирао је туризмологију 1978. на Природно-математичком факултету у Београду и на ФПН на Универзитету у Загребу 1981. Докторирао је 1984. на Факултету политичких наука у Загребу.
Добио је већи броја стипендија и био је гостујући професор на више факултета у свету.
Објавио је више од 110 радова у светском часописима.
Говорио је немачки и енглески језик.
Умро је 21. јануара 2019.

## Теоријски погледи у политичкој науци и политичкој економији
Његови теоријски погледи углавном су изведени из либертаријанске политичке теорије, чији је главни представник тада био амерички политички филозоф Роберт Нозик, као и из теорије јавног избора, која је доминирала америчком политичком економијом током шездесетих и седамдесетих година 20. века.
Прокопијевић је пионир теорије јавног избора (конституционалне економије) у Србији. Први је 1999. године објавио уџбеник из ове области под називом Конституционална економија (е-прес). Годину дана раније објавио је краћу студију под називом Конституционална економија Европске уније (Институт за европске студије, 1998). Писао је и о значајним америчким теоретичарима јавног избора.
Био је велики поборник људских права и слободе избора. Године 1996. уредио је зборник под називом Људска права (Институт за Европске студије), а 2010. године објавио је збирку текстова Слобода избора (Завод за уџбенике).

## Економски теоријски погледи
У економском смислу, Прокопијевић је био велики заговарач слободе тржишта и минималне државне интервенције у привреду. Објавио је више текстова на ту тему. Веровао је за лошу привредну ситуацију у Србији одговорна неумерена државна интервенција, те да греше сви који одговорност траже у либералној идеологији.